# Les Humoristes associés
 (janvier 2011).
Si vous disposez d'ouvrages ou d'articles de référence ou si vous connaissez des sites web de qualité traitant du thème abordé ici, merci de compléter l'article en donnant les références utiles à sa vérifiabilité et en les liant à la section « Notes et références ».
Les Humoristes Associés en abrégé HA! est un collectif de dessinateurs français ayant publié en auto-édition plusieurs recueils de dessins d'humour dans les années 1980.

Il ne faut pas les confondre avec les Humanoïdes Associés, maison d'édition de bandes dessinées active à la même époque.

## Liste des Humoristes Associés
- Avoine
- Barbe
- Blachon
- Bridenne
- Fred
- Granger
- JY
- Lacroix
- Laville
- Loup
- Mordillo
- Mose
- Napo
- Nicoulaud
- Sabatier
- Serre
- Siné
- Soulas
- Trez

## Ouvrages publiés
- Le Vin I (1981)  (ISBN 9782723446624)
- La Table
- Les 7 Péchés Capitaux
- Le Ski
- Politicon(s)
- Le Vin II